# Lại Mỹ Vân
Lại Mỹ Vân (tiếng Trung:赖美云, bính âm:Làiměiyún), cô là một diễn viên, ca sĩ nhạc pop người Trung Quốc. Cô từng tham gia chương trình "Sáng Tạo 101" giành được vị trí thứ 6 trong trận chung kết và thành công trở thành thành viên nhóm Hỏa tiễn Thiếu nữ 101.

## Sự nghiệp diễn xuất

### Kinh nghiệm ban đầu
Lại Mỹ Vân sinh ra trong một gia đình đơn thân ở thành phố Thâm Quyến, tỉnh Quảng Đông, Trung Quốc và lớn lên cùng mẹ. Khi đang học tại trường THPT Thâm Quyến, cô đã tham gia hợp xướng "Bách Hợp Thiếu Niên" với vị trí đầu tiên và giành được huy chương vàng của Cuộc thi Hợp xướng Thế giới lần thứ 8. Ngoài ra, cô cũng 3 lần liên tiếp tham gia tuyển nữ của nhóm SNH48 nhưng đều thất bại.

### 2015 - 2018: Giai đoạn nhóm nhạc nữ SING
Đầu năm 2015, Lại Mỹ Vân trở thành thực tập sinh của nhóm nhạc nữ SING, sau đó tham gia ghi hình cho chương trình thực tế phát triển nhóm nhạc nữ "Thần tượng đang đến - SING Dưỡng thành nhật chí". Vào ngày 10 tháng 8, Lại Mỹ Vân chính thức ra mắt với tư cách là thành viên của nhóm nhạc nữ SING, và phát hành đĩa đơn đầu tiên của nhóm "Lời Tỏ Tình Của Thanh Xuân".
Vào tháng 1 năm 2016, nhóm đã giành được "Giải thưởng tổ hợp tân binh tiên phong của năm" tại Lễ trao giải ngôi sao thường niên năm 2015. Vào tháng 7, Album bộ sưu tập nhạc số đầu tiên của nhóm "Gửi Thanh Xuân" được phát hành, album bao gồm tổng cộng 8 bài hát nổi tiếng do nhóm tổng hợp. Vào tháng 9, phát hành album vật lý đầu tiên của nhóm "Come on, Come on".
Ngày 30 tháng 1 năm 2018, nhóm đã được mời tham dự Lễ trao giải Ngôi sao phát sóng trực tiếp NOW và giành được "Giải thưởng kết hợp đột phá nhất năm 2017". Hai ngày sau, cô đã giành được "Giải thưởng kết hợp phổ biến đột phá nhất" tại Lễ hội thường niên Kugou Live năm 2017. Vào tháng 3, tham gia cuộc thi "Sáng Tạo 101" của Tencent Video tổ chức, thành công bước vào trận chung kết vào ngày 23 tháng 6.

### 2018-2020: Giai đoạn nhóm nhạc Hỏa tiễn Thiếu nữ 101

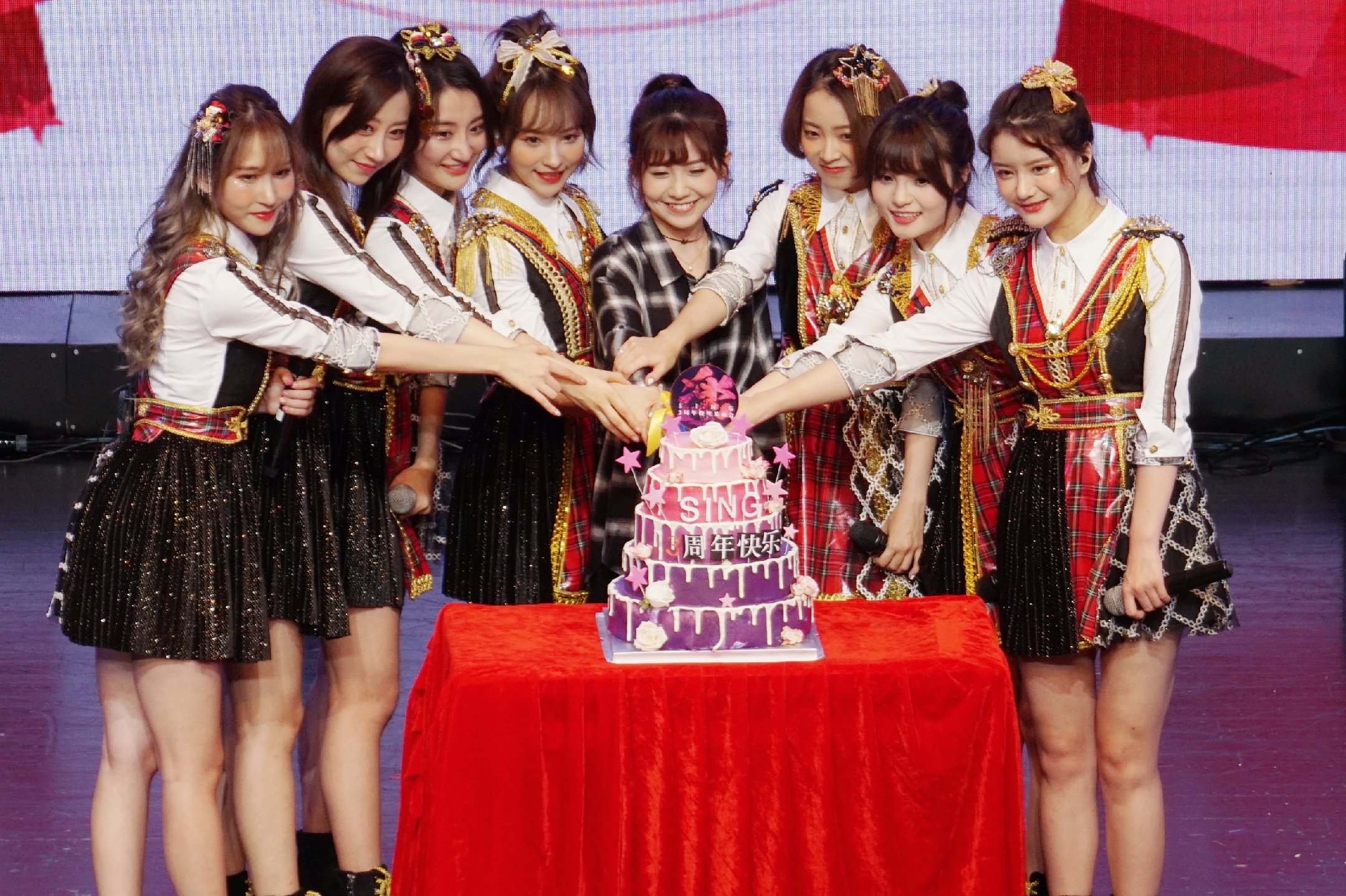
Lại Mỹ Vân (giữa) trong buổi họp fan kỷ niệm 3 năm thành lập nhóm nhạc SING

Trong trận chung kết của "Sáng tạo 101", Lại Mỹ Vân thành công tham gia nhóm nhạc Hỏa tiễn Thiếu nữ 101 với số điểm cuối cùng là vị trí thứ 6. Ngày 18 tháng 8, album đầu tiên của nhóm "Chạm" được phát hành.  Vào tháng 10, cô tham gia vào chương trình thi đấu giải trí "Trò chơi Siêu Tân Tinh" của Tencent Video với tư cách là người chơi. Vào ngày 31 tháng 12, cùng nhóm tham gia "Hòa nhạc đêm giao thừa Tết Nguyên đán 2018 - 2019" trên truyền hình vệ tinh Hồ Nam.
Vào ngày 12 tháng 1 năm 2019, cùng với Rocket Girl 101 đã tổ chức "2019 Rocket Girl 101 Flying Concert" tại Thượng Hải. Vào ngày 12 tháng 7, cô đã phát hành đĩa đơn solo đầu tiên "Mưa Rơi Rồi", nằm trong Album "Lập Phong" của Hỏa tiễn Thiếu nữ 101. Vào tháng 8, tham gia bộ phim chiếu mạng "Cực Hạn 17: Vũ Nhĩ Đồng Hành". Cùng tháng, cô tham gia ghi hình cho chương trình "Trò chơi Siêu Tân Tinh mùa 2" của Tencent Video. Ngày 22 tháng 11, phát hành đĩa đơn solo thứ hai "Không Nhỏ Bé".
Ngày 1 tháng 1 năm 2020, phát hành đĩa đơn solo "Sao Xung". Vào ngày 15 tháng 3, cô tham gia chương trình "Tung hoành ngang dọc tuổi 20 mùa 2". Vào ngày 25 tháng 5, cùng với Hỏa tiễn Thiếu nữ 101 phat hành album chủ đề chia tay "Meet · Goodbye". Vào ngày 23 tháng 6, Hỏa tiễn Thiếu nữ 101 tan rã do hết hạn hợp đồng và Lại Mỹ Vân không còn là thành viên của nhóm.

### 2020 đến nay: Hoạt động solo
Ngày 24 tháng 6 năm 2020, Lại Mỹ Vân thành lập phòng thu của riêng mình và phát hành đĩa đơn solo "Cô Gái Cùng Vương Miện", đây là đĩa đơn đầu tiên của cô sau khi bắt đầu hoạt động cá nhân.
Ngày 31 tháng 7, phát hành bài hát chủ đề "Mỗi Lần" cho hoạt hình "Hồ Ly Tiểu Hồng Nương".
Ngày 3 tháng 8, phát hành bài hát chủ đề "Dã Sinh Cô Nương" cho bộ phim "Thông Linh Phi 2".
Ngày 17 tháng 11, cô phát hành đĩa đơn solo "Các Loài Chim Và Trẻ Em Trên Thế Giới". Vào ngày 27 tháng 11, cô phát hành bài hát kết thúc "Dạ Chi Quang" cho bộ phim truyền hình "Thanh Xuân Sáng Thế Kỷ".
Ngày 26 tháng 3 năm 2021, tham gia chương trình tạp kỹ âm nhạc "Giọng Ca Thiên Phú mùa 2" của đài truyền hình vệ tinh Chiết Giang.
Ngày 24 tháng 4, cô cùng Trịnh Nhân Dư đã hát bài hát mở đầu "Tìm Kiếm Cỏ Bốn Lá" cho bộ phim truyền hình "Tiểu thư quạ đen và tiên sinh thằn lằn".
Ngày 7 tháng 6, cùng với Nhậm Hiền Tề, phát hành bài hát chủ đề "Thiết Huyết Đan Tâm" cho bộ phim "Anh Hùng Xạ Điêu: Giáng Long Thập Bát Chưởng".
Ngày 23 tháng 7, bộ phim hài ngọt ngào cổ trang "Nữ chính của tôi, đừng quá đáng yêu" do cô đóng chính đã được ra mắt trên Tencent Video.
Ngày 26 tháng 7, phát hành album solo đầu tiên "Go, Wonderland".

## Tác phẩm âm nhạc

### Album
| Thứ tự | Thông tin Album | Ca khúc |
| 1st    | "Go, Wonderland!" 《出发，地平线!》 - Ngày phát hành: 26 tháng 7 năm 2021 - Công ty thu âm: Quảng Châu Tư Cổ - Loại: Album Phòng thu | Ca khúc 1. (INTRO)《告别，钢铁森林》 2. Mặt trời chiếu sáng về phía biển khơi 《太阳洒在海洋的方向》 3. Real me 《过滤镜》 4. After Winter 《冬空下》 5. Tình yêu và bốn mùa 《恋与四季》 6. Tầng đối lưu 《对流层》 7. Thâm hải, mộng cảnh, đảo tự 《深海，梦境，岛屿》(INTERLUDE) 8. Go, Wonderland! 《出发，地平线》 9. Lời trong mưa 《雨中语》 10. Phổ tưởng tượng giữa mùa hè 《仲夏幻想谱》 11. Kế tiếp quay lưng 《下个转身》 12. Thế giới cùng anh có liên quan 《世界与你有关》 13. (OUTRO)《从现在，开始》 |

### Đơn
| Năm  | Ngày tháng | Ca khúc                                                                                        | Lời bài hát                          | Phổ nhạc                                             | MV | Ghi chú                                                                 |
| ---- | ---------- | ---------------------------------------------------------------------------------------------- | ------------------------------------ | ---------------------------------------------------- | -- | ----------------------------------------------------------------------- |
| 2018 | 28-12      | 101 Điều ước (101个愿望) （Hợp tác với：Dương Siêu Việt, Phó Tinh）                            | Dịch Gia Dương                       | Kevin Charge / KOUDAI IWATSUBO / Caroline Gustavsson | ★  |                                                                         |
| 2019 | 14-01      | Phúc khí củng củng lai (福氣拱拱來) （Hợp tác với：Mạnh Mỹ Kỳ, Ngô Tuyên Nghi, Đoàn Áo Quyên） | TNK                                  | TNK                                                  | ★  | Bài hát kết thúc phim hoạt hình "Gấu Bonnie: Vũ Nổ Quá Khứ"             |
| 2019 | 12-07      | Mưa rơi rồi (下雨了)                                                                           | Lại Mỹ Vân, Đại Nhạc Đông            | Hàn Kiều Kiều                                        | ★  | Nằm trong Album "Lập Phong" của Hỏa tiễn Thiếu nữ 101                   |
| 2019 | 08-09      | Never Stand Still （Hợp tác với: Dương Siêu Việt, Từ Mộng Khiết）                              | Đại Nhạc Đông                        | Dao Vân                                              |    | Bài hát nhạc phim "Cực Hạn 17: Vũ Nhĩ Đồng Hành"                        |
| 2019 | 28-08      | Hoa cũng nở rộ rồi (花都开好了) (Hợp tác với: Trương Tử Ninh, Lý Tử Đình）                     | Di Nhân Thành                        | Tả An An                                             |    | NetEase "Chương trình khôi phục tuổi trẻ" Track 10 Hát gốc: SHE         |
| 2019 | 22-11      | Không nhỏ bé (不渺小)                                                                          | Lại Mỹ Vân, Đại Nhạc Đông            | Trương Diệp Phàm                                     | ★  |                                                                         |
| 2020 | 01-01      | Sao xung (脉冲星)                                                                              | Cố Chiêu Vũ, Uông Triết Tuấn         | Chung Uyển Vân, Đinh Thông                           |    |                                                                         |
| 2020 | 28-04      | Vô Nhai (无涯) （Hợp tác với：Triệu Lỗi）                                                      | Trương Bất Nhị                       | Daryl K, Vương Khải Ngọc                             | ★  | Bài hát kết thúc phim "Sư gia, xin tự trọng"                            |
| 2020 | 26-06      | Cô gái cùng vương miện (女孩与王冠)                                                            | Đường Điềm                           | Lý Ti Tùng                                           | ★  | Bài hát mừng sinh nhật 22 tuổi                                          |
| 2020 | 28-07      | Đợi (等等)                                                                                     | Trương Sướng                         | Châu Phú Kiên                                        |    | Bài hát chương trình "Forget Me Not Cafe mùa 2"                         |
| 2020 | 31-07      | Mỗi lần (每一次)                                                                               | Đặng Thư Nguyệt, Viên Văn Duệ        | Viên Văn Duệ                                         | ★  | Nhạc phim hoạt hình "Hồ Ly Tiểu Hồng Nương"                             |
| 2020 | 03-08      | Dã sinh cô nương (野生姑娘)                                                                    | Trường Giang                         | Triệu Tử Trúc                                        | ★  | Nhạc phim "Thông Linh Phi 2"                                            |
| 2020 | 22-09      | Điền Tự Cách (田字格)                                                                          | Hác Lôi / Ngưu Tông Tỷ               | Hác Lôi                                              | ★  | Phim "Những anh hùng đẹp nhất"                                          |
| 2020 | 24-09      | Nho nhỏ (小小)                                                                                 | Phương Văn Sơn                       | Châu Kiệt Luân                                       |    | Ca sĩ gốc: Dung Tổ Nhi                                                  |
| 2020 | 03-10      | Sở vị thiếu niên (所谓少年)                                                                    | An Cửu                               | Trần Bằng Kiệt                                       |    |                                                                         |
| 2020 | 17-11      | Các loài chim và trẻ em trên thé giới (鸟与世界的孩子)                                         | Vương Vận Vận                        | Daryl K, Vương Khải Ngọc                             |    |                                                                         |
| 2020 | 27-11      | Dạ chi quang (夜之光)                                                                          | Lâm Mộ                               | Hoàng Vũ Triết                                       |    | Bài hát kết thúc phim "Thanh xuân sáng thế kỷ"                          |
| 2020 | 03-12      | Mặt trời chiếu sáng về phía biển khơi (太阳洒在海洋的方向) （Hợp tác với：Ban nhạc lưu diễn）  | Khổng Nhất Thiền, Lại Mỹ Vân         | Khổng Nhất Thiền                                     | ★  |                                                                         |
| 2020 | 16-12      | Như Phỉ (如翡) （Hợp tác với：Vươngg Tích）                                                    | Trương Tĩnh Di                       | Lưu Huyễn Đậu                                        |    | Nhạc phim "Hữu Phỉ"                                                     |
| 2021 | 05-01      | Bạo kích đáng yêu (可爱暴击)                                                                   | Nhiễm Ngữ Ưu                         | Cẩu Âm                                               | ★  | Bài hát quảng bá trò chơi " Thiên Dụ"                                   |
| 2021 | 13-01      | Real me (过滤镜)                                                                               | Châu Khiết Dĩnh, Lưu Thủy Kỷ         | Lý Trí Thánh Lâm                                     | ★  |                                                                         |
| 2021 | 25-01      | Quẻ bói (執卦)                                                                                 | Hà Dương                             | Dương Ngữ Kiều                                       |    | Bài hát kết thúc phim "Ta chính là cô nương như thế"                    |
| 2021 | 22-02      | After Winter (冬空下)                                                                          | Phạm Ức Đường                        | Hồ Trân                                              | ★  |                                                                         |
| 2021 | 03-03      | Trong góc trái tim (心里的角落)                                                                | Ngụy Nam, Dương Cách, Chung Uyển Vân | Ngụy Nam, Dương Cách, Chung Uyển Vân                 | ★  | Bài hát chủ đề phim "Quê hương thứ hai của tôi"                         |
| 2021 | 20-03      | Tình yêu và bốn mùa (恋与四季)                                                                 | Lưu Gia Tinh                         | Lưu Gia Tinh                                         | ★  |                                                                         |
| 2021 | 08-04      | Hoa huyên thảo (萱草花)                                                                        | Lý Thông                             | Akiyama Sayuri                                       |    | Ca sĩ gốc: Trương Tiểu Phi                                              |
| 2021 | 24-04      | Tìm kiếm cỏ bốn lá (寻找四叶草)                                                                | Vương Vận Vận                        | Lưu Giai                                             |    | Bài hát mở đầu phim "Tiểu thư quạ đen và tiên sinh thằn lằn"            |
| 2021 | 24-09      | Tầng đối lưu (对流层)                                                                          | Châu Nhân                            | Âm Dung Tam Hỷ                                       | ★  |                                                                         |
| 2021 | 09-05      | Vọng hồi (望回)                                                                                | Chung Văn                            | Trần Thiếu Khanh                                     |    |                                                                         |
| 2021 | 07-06      | Thiết huyết đan tâm (铁血丹心) （Hợp tác với：Nhậm Hiền Tề）                                   | Đặng Vỹ Hùng                         | Cố Gia Huy                                           | ★  | Nhạc phim "Anh hùng xạ điêu: Giáng long thập bát chưởng"                |
| 2021 | 07-06      | Minh nguyệt kỷ thời (明月幾時)                                                                 | Tô Thức                              | Sương Sương                                          | ★  | Bài hát quảng bá game di động: Onmyoji Arena                            |
| 2021 | 22-07      | Vững tin tình yêu sẽ chiến thắng (坚信爱会赢) （Hợp tác với：Nhiều ca sĩ）                     | Lương Mang                           | Thư Nam                                              | ★  |                                                                         |
| 2021 | 30-07      | Giấc mơ bình thường (寻常梦)                                                                   |                                      |                                                      | ★  |                                                                         |
| 2021 | 14-08      | Tinh mộng chi lộ (星梦之路)                                                                    |                                      |                                                      |    | Bài hát chủ đề phim hoạt hình manhua "Tinh Mộng Thần Tượng"             |
| 2021 | 16-08      | Vũ điệu trái tim (心的舞步)                                                                    |                                      |                                                      | ★  | Bài hát chủ đề phim hoạt hình "Diệp La Lệ x Băng Liên Hoa"              |
| 2021 | 16-09      | Tưởng tượng (幻想) （Hợp tác với：Hoàng Tiêu Vân）                                             |                                      |                                                      |    |                                                                         |
| 2021 | 09-10      | Củi dầu gạo muối Again (柴米油盐Again)                                                         |                                      |                                                      | ★  | Bài hát mở đầu phim hoạt hình "Manh thê Thực Thần: Tái kết lương duyên" |

## Danh sách phim

### Phim truyền hình
| Năm  | Tên phim                            | Vai diễn                          | Kênh phát sóng          | Ghi chú                                |
| ---- | ----------------------------------- | --------------------------------- | ----------------------- | -------------------------------------- |
| 2018 | Khoái lạc khốc bảo 3                | Nana                              | TVS-5                   | Chỉ huy người máy của đội Lang Vương   |
| 2019 | Cực hạn 17: Vũ nhĩ đồng hành        | Tiểu Vũ                           | Mango TV, Tencent Video | Nhân viên tại Trung tâm Điều trị Tự kỷ |
| 2021 | Nữ chính của tôi, đừng quá đáng yêu | Giang Manh Manh / Giang Tiểu Manh | Tencent Video           | Vai chính                              |

## Chương trình tạp kỹ
| Năm         | Kênh phát sóng | Tiêu đề chương trình                           | Tựa đề tiến Trung          | Ghi chú                                          |
| ----------- | -------------- | ---------------------------------------------- | -------------------------- | ------------------------------------------------ |
| 2015        | Youku          | Thần tượng đến rồi - SING dưỡng thành nhật chí | 偶像来了-S.I.N.G养成日志   | Thực tập sinh                                    |
| 2016 - 2017 | IQIYI          | Born U5                                        | 天生是优5                  | Người chơi                                       |
| 2018        | Tencent Video  | Sáng tạo 101                                   | 創造101                    | Thực tập sinh                                    |
| 2018        | Tencent Video  | Trò chơi Siêu Tân Tinh                         | 超新星全运会               | Người chơi                                       |
| 2018 - 2020 | Tencent Video  | Viện nghiên cứu Hỏa tiễn Thiếu nữ 101          | 火箭少女101研究所          | Chương trình độc quyền của Hỏa tiễn Thiếu nữ 101 |
| 2019        | Tencent Video  | Tung hoành ngang dọc tuổi 20                   | 横冲直撞20岁               | Tham gia cùng nhóm Hỏa tiễn Thiếu nữ 101         |
| 2019        | Tencent Video  | Trò chơi Siêu Tân Tinh                         | 超新星全运会               | Người chơi                                       |
| 2019        | Tencent Sports | Super Penguin League Super 3: Star Arena       | 超级企鹅联盟Super3：星斗场 | Là người quản lý bóng rổ của đội xanh            |
| 2020        | Tencent Video  | Tung hoành ngang dọc tuổi 20                   | 横冲直撞20岁               | Tham gia cùng nhóm Hỏa tiễn Thiếu nữ 101         |
| 2020        | Tencent Video  | We Are Blazing                                 | 炙热的我们                 | Người chơi                                       |
| 2020        | Tencent Video  | Trò chơi Siêu Tân Tinh                         | 超新星全运会               | Người chơi                                       |
| 2021        | Chiết Giang TV | Có bài thơ và khoảng cách 2                    | 还有诗和远方2              | Khách mời                                        |
| 2021        | Chiết Giang TV | Giọng ca thiên phú mùa 2                       | 天赐的声音 第二季          | Khách mời                                        |

## Giải thưởng
| Năm  | Lễ trao giải                                  | Giải thưởng                                     | Đề cử                 | kết quả   |
| ---- | --------------------------------------------- | ----------------------------------------------- | --------------------- | --------- |
| 2016 | Lễ trao giải thường niên Fanxing lần thứ nhất | Giải thưởng kết hợp tân binh tiên phong của năm |                       | Đoạt giải |
| 2016 | Liên hoan âm nhạc tuyệt vời châu Á lần thứ 2  | Giải thưởng nhạc chuông hot nhất của năm        |                       | Đoạt giải |
| 2017 | Lễ hội thứ nguyên QQJOY·X                     | Giải thưởng vũ công nhà                         | Đào Nguyên Luyến Ca   | Đoạt giải |
| 2017 | Liên hoan âm nhạc châu Á lần thứ nhất         | Nhóm nhạc nữ vượt bật được yêu thích hàng năm   | SING                  | Đoạt giải |
| 2018 | NOW Live Star thường niên                     | Giải thưởng kết hợp đột phá nhất                |                       | Đoạt giải |
| 2018 | Lễ trao giải thường niên trực tiếp Kugou      | Giải thưởng kết hợp phổ biến đột phá nhất       |                       | Đoạt giải |
| 2018 | Bảng xếp hạng Bài hát mới Châu Á 2018         | Giải thưởng Nhóm nhạc được yêu thích nhất       | Hỏa tiễn Thiếu nữ 101 | Đoạt giải |
| 2018 | Lễ hội âm nhạc Trung Quốc 2018                | Nhóm nhạc được yêu thích nhất của năm           | Hỏa tiễn Thiếu nữ 101 | Đoạt giải |